# Calanques de Piana
Les calanques de Piana (Cors Calanche di Piana, en singular calanca) són cales de la costa oest, a Piana, a mig camí entre Ajaccio i Calvi, a la carretera al llarg del mar de Còrsega. Està inscrit a la llista del Patrimoni de la Humanitat de la UNESCO des del 1983.